# Волокский сельсовет
Волокский сельсовет (бел. Вало́цкі сельсавет) — упразднённая административно-территориальная единица в составе Хойникского района Гомельской области. Центр — деревня Волоки.

## История
После второго укрупнения БССР с 8 декабря 1926 года сельсовет в составе Хойникского района Речицкого округа БССР. 
С 9 июня 1927 года в составе Гомельского округа. 
30 декабря 1927 года сельсовет укрупнен, в его состав вошла территория упраздненного Малишевского сельсовета. После упразднения окружного раздела 26 июля 1930 года в составе Хойникского района БССР. 
С 20 февраля 1938 года в составе Полесской области, с 8 января 1954 года — в составе Гомельской области. 
16 апреля 1959 года упразднен, территория передана в административное подчинение Хойникского поссовета.

## Состав
- Волоки — деревня.